# Guido Guinizelli
Guido Guinizelli (a veces escrito Guinizzelli) (Bolonia, c. 1230 – Monselice, Padua, c. 1276) es considerado uno de los primeros y más influyentes poetas de su época en lengua italiana.
Hijo de un juez, Guinizello di Bartolomeo, siguió los pasos de su padre, y después de terminar sus estudios de leyes en Bolonia se dedicó a la abogacía, participando activamente al mismo tiempo en la vida política de la ciudad, dividida entonces entre güelfos y gibelinos. En 1270 fue nombrado podestá o magistrado a cargo de la ciudad de Castelfranco Emilia, pero cuando en 1274 vence el partido güelfo, Guinizelli, que era gibelino, tuvo que marchar al exilio, refugiándose con su mujer e hijo en Monselice, donde murió pocos años después.

## Obra

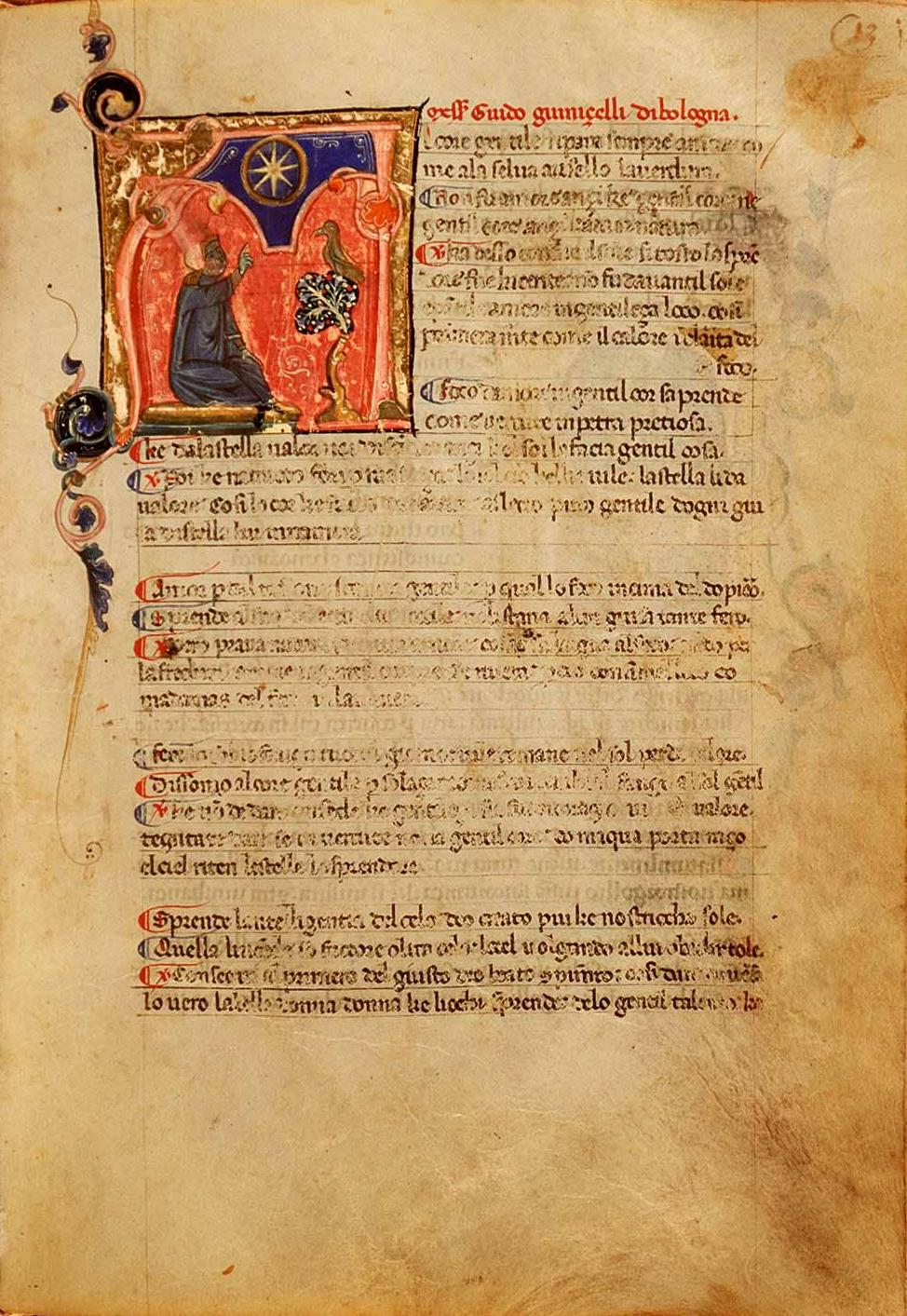
Guido Guinizelli, "Al cor gentil rempaira sempre amore", Firenze, Biblioteca Nazionale

Está considerado entre los mayores poetas de su tiempo. Sus Rimas son el fundamento y el inicio de lo que Dante definiría después como Dolce stil novo ('Dulce estilo nuevo') Esta fórmula fue creada por Dante Alighieri en el canto XXIV vv. 19-63 del Purgatorio de la Divina comedia por boca del poeta Bonagiunta Orbicciani, el cual, después de que Dante le ha expuesto sus propios principios poéticos, reconoce la diferencia que separa su aproximación a la temática amorosa —la propia de la escuela siciliana a la que pertenecía él— y aquella del estilo novo.
En la canción Al cor gentil rempaira sempre amore / Al corazón gentil retorna siempre amor (rempaira es palabra de origen provenzal, significa 'volver a casa, repatriarse') Guinizelli sostiene la afinidad que liga el sentimiento de amor con la nobleza del alma. La canción es un manifiesto poético del nuevo estilo, el cual supera la poesía del amor cortés y la provenzal, de las cuales quedan en su lírica sólo lejanos ecos. Guinizelli cantó al amor como principio de elevación y perfección moral, un amor que es virtud y nobleza individual del alma a imagen del orden natural de la creación, definiendo así los cánones estéticos de esta nueva escuela.

Al cor gentil rempaira sempre amore
come l'ausello in selva a la verdura;
né fe' amor anti che gentil core,
né gentil core anti ch'amor, natura.
En corazón gentil se refugia siempre amor
como el pájaro de la selva en la espesura
no fue amor antes que gentil corazón
ni corazón gentil antes que de amor, su natura.

En una Italia centro-septentrional en la que crecía el sentimiento ciudadano y burgués (lo que se denominaría Età dei Comuni o «Edad de las ciudades») se vuelve esencial el concepto de la nobleza como dote espiritual más que como valor heredado; en la estrecha relación entre nobleza (gentileza) de ánimo y la capacidad de amar, el poeta introduce también la imagen de la mujer como ángel capaz de purificar el alma del amante, alejarlo del pecado y conducirle a la beatitud celestial. Ambos conceptos —nobleza y amor— recibieron así una mayor profundidad tanto filosófica como psicológica, delineando con más precisión los efectos del amor en el alma del enamorado.
El Dolce stil novo se centró en una poesía conceptual y formalmente rigurosa; en el plano del contenido, de hecho, trasciende el dato biográfico y concreto de la experiencia amorosa, característica típica de los toscanos, para hacerlo experiencia espiritual y moral, un medio para alcanzar la virtud; mientras, en el plano de la forma utiliza un lenguaje «dulce», privado de asperezas tanto fonéticas como conceptuales, para así adecuarlo a lo elevado de sus contenidos.
En el modelo lírico e ideológico de Guinizelli se inspiraron en Florencia un grupo de poetas, de los cuales los máximos exponentes fueron Guido Cavalcanti y Dante Alighieri; este último, en algunas de sus composiciones juveniles y en particular en su Vida nueva profundizó en el análisis psicológico del sentimiento amoroso, acentuando el tema de la virtud salvadora de la mujer. El Dolce stil novo fue de nuevo retomado y reelaborado por Petrarca en su Cancionero, el cual se mantuvo como modelo dominante en la tradición lírica italiana y europea hasta finales del siglo XVII.